# Mario Fernández
Mario Bruno Fernández Hidalgo (Barcellona, 11 dicembre 1983) è un ex cestista spagnolo, professionista nella Liga ACB.